# 克里斯蒂安·巴纳德
克里斯蒂安·尼斯林·巴纳德（Christiaan Neethling Barnard，1922年11月8日—2001年9月2日），南非外科医生，世界上首例人类心脏移植手术的实施者。
巴纳德的童年在南非开普省的西博福特度过，生活贫困，1940年，巴纳德被Beaufort West High School录取。1945年进入开普敦大学医学院，随后在那里获得学士学位。医学院毕业后，他作为一个家庭医生的助手，却不能融洽相处，最终被赶出来。他又去了开普敦大学学普通外科学。
巴纳德1946年自开普敦大学毕业，1953年获得硕士学位，1956年赴美国明尼苏达大学访问学习，并开始人体器官移植方面的研究。1958年他回到南非，1967年成功实施了南非第一例肾脏移植手术。他先后尝试给几十条狗实施了心脏移植手术。1967年他终于成功地实施了世界上第一例人体心脏移植手术，病人接受移植后存活了18天。其后他又实施了不少次心脏移植手术，其中最成功的一位病人存活了超过23年。
巴纳德1983年退休，2001年在塞浦路斯度假时猝死于当地。

## 外部連結
- Christiaan Barnard: his first transplants and their impact on concepts of death Archive.today的存檔，存档日期2013-08-01
- To Transplant and Beyond : First Human Heart Transplant
- In Memoriam : Christiaan Neethling Barnard
- 40th anniversary of first human heart transplant
- Official Heart Transplant Museum – Heart Of Cape Town（页面存档备份，存于）